# لوري فروتير
لوري فروتير (بالإنجليزية: Laurie Fortier)‏ هي ممثلة أمريكية، ولدت في 25 فبراير 1974 في باسادينا في الولايات المتحدة.

## أعمال

### مسلسلات
- هيملوك غروف

## وصلات خارجية
- لوري فروتير على موقع IMDb (الإنجليزية)
- لوري فروتير على موقع ألو سيني (الفرنسية)
- لوري فروتير على موقع قاعدة بيانات الفيلم (الإنجليزية)